# Avilaia
Avilaia is een geslacht van hooiwagens uit de familie Zalmoxioidae.
De wetenschappelijke naam Avilaia is voor het eerst geldig gepubliceerd door González-Sponga in 1998. 

## Soorten
Avilaia is monotypisch en omvat slechts de volgende soort:
- Avilaia cordillerensis